# Issum
Issum – miejscowość i gmina w zachodnich Niemczech, w kraju związkowym Nadrenia Północna-Westfalia, w rejencji Düsseldorf, w powiecie Kleve.

## Współpraca
Miejscowość partnerska:
- Sevelen, Szwajcaria - kontakty utrzymuje dzielnica Sevelen